# Banšćica
Banšćica je naselje u Republici Hrvatskoj, u sastavu Općine Gornja Stubica, Krapinsko-zagorska županija. 

## Stanovništvo
Prema popisu stanovništva iz 2001. godine, naselje je imalo 216 stanovnika te 58 obiteljskih kućanstava.
| broj stanovnika | 107   | 129   | 158   | 145   | 173   | 197   | 167   | 171   | 230   | 217   | 217   | 190   | 199   | 186   | 216   | 198   | 172   |
|                 | 1857. | 1869. | 1880. | 1890. | 1900. | 1910. | 1921. | 1931. | 1948. | 1953. | 1961. | 1971. | 1981. | 1991. | 2001. | 2011. | 2021. |

## Poznate osobe
- Juraj Novosel,  hrv.bh., prosvjetni, znanstveni, športski, kulturni djelatnik iz Tuzle[6]